# Manuel Duarte (político)
Manuel Duarte (Rio Grande do Sul, 18 de setembro de 1883 — Rio de Janeiro, 20 de abril de 1957) foi um político brasileiro. Exerceu o mandato de deputado federal constituinte pelo Rio Grande do Sul em 1946.